# Тиха ноћ, смртоносна ноћ
Тиха ноћ, смртоносна ноћ (енгл. Silent Night, Deadly Night) је амерички хорор филм из 1984. режисера Чарлса Селијера са Лилијан Шовен, Гилмер Макормик, Робертом Вилсоном, Тони Неро и Линеом Квигли у главним улогама. Време радње филма смештено је на Божић.
Централни лик филма је Били Чапман, који пати од посттрауматског стресног поремећаја након што му човек обучен у одело Деда Мраза убије мајку и оца. Своје детињство проводи заједно с млађим братом, Рикијем, у сиротишту, под строгим надзором игуманије, која покушава да у њему сузбије зло, које се крије већ дуги низ година. Радња филма представља Билијеву трансформацију од малог дечака до психопате.
Филм је добио помешане критике, углавном много боље од публике него од критичара. У својој првој недељи премијерног приказивња у биоскопима, филм је зарадио 2,5 милиона долара, тако остваривши велики успех, међутим због петиције коју су покренули родитељи чија су деца била постала престрављена Деда Мразом, филм је повучен из биоскопа те је и остао на заради из своје прве недеље.
И поред проблема с којима се суочио, филм је постао култни класик и започео истоимени серијал, који укупно чини 6 филмова. Први наставак је снимљен 3 године касније, а римејк 2012. године.

## Радња
Када мистериозни човек прерушен у Деда Мраза убије Ели и Џима Чапмана, њихова 2 сина, Били и Рики, завршавају у сиротишту. Игуманија сиротишта осећа да се у Билију крије психопата и покушава да строгим казнама сузбије његову злу страну, међутим тиме се ситуација само погорша. Када Били порасте, на Бадње вече, 10 година касније, он започиње свој крвави пир. Прерушен у Деда Мраза, Били жели да казни све оне што су грешили у току године. Када сване Божићно јутро, Били се упућује ка сиротишту да казни (убије) сву неваљалу децу у сиротишту, али не очекује да ће их, сада непокретна, игуманија штитити и по цену свог живота.

## Улоге
| Глумац                                 | Улога                      |
| -------------------------------------- | -------------------------- |
| Роберт Вилсон Дени Вагнер Џонатан Бест | Вилијам „Били” Чапман      |
| Лилијан Шовен                          | Мајка Супериор (игуманија) |
| Гилмер Макормик                        | сестра Маргарет            |
| Алекс Бартон Макс Бродхед Мелиса Бест  | Ричард „Рики” Чапман       |
| Тони Неро                              | Памела                     |
| Брит Лич                               | гдин Симс                  |
| Ненси Боргених                         | гђа Рандал                 |
| Ејџ-И-Ди Редфорд                       | капетан Ричардс            |
| Линеа Квигли                           | Дениз                      |
| Лео Гетер                              | Томи                       |
| Ренди Стумпф                           | Енди                       |
| Вил Хер                                | деда Чапман                |
| Тара Бакман                            | Ели Чапман                 |
| Џеф Хансен                             | Џим Чапман                 |
| Чарлс Диркоп                           | Деда Мраз — убица          |